# دوسر بيضوي
دوسر بيضوي (الاسم العلمي: Aegilops ovata) هي نوع نباتي يتبع جنس الدوسر من الفصيلة النجيلية. 
ويسمى هذا النبات أيضاً شعير إبليس.